# Rhodotarache
Rhodotarache là một chi bướm đêm thuộc họ Noctuidae.